# Erebus purpurata
Erebus purpurata är en fjärilsart som beskrevs av Druce 1888. Erebus purpurata ingår i släktet Erebus och familjen nattflyn. Inga underarter finns listade i Catalogue of Life.